# Boris Mielnikow (szermierz)
Boris Borisowicz Mielnikow (ros. Борис Борисович Мельников, ur. 16 maja 1938 w Leningradzie, zm. 5 lutego 2022 w Petersburgu) – rosyjski szablista reprezentujący ZSRR, złoty medalista olimpijski i dwukrotny medalista mistrzostw świata.
Na igrzyskach olimpijskich w Tokio w 1964 roku reprezentacja ZSRR w składzie: Umiar Mawlichanow, Mark Rakita, Jakow Rylski, Boris Mielnikow i Nugzar Asatiani zdobyła drużynowo złoty medal. W turnieju indywidualnym nie startował. Był to jego jedyny występ olimpijski.
Podczas mistrzostw świata w Paryżu w 1965 roku Mawlichanow, Rakita, Asatiani, Rylski i Mielnikow zwyciężyli w zawodach drużynowych. Wynik ten reprezentacja ZSRR z Mielnikowem w składzie powtórzyła na mistrzostwach świata w Montrealu rok później.
W latach 1964 i 1965 zdobywał indywidualne mistrzostwo ZSRR. Odznaczony Medalem „Za pracowniczą wybitność”. Po zakończeniu kariery był trenerem, prowadził między innymi reprezentację Egiptu.